# Peucetia biharensis
Peucetia biharensis là một loài nhện trong họ Oxyopidae.
Loài này thuộc chi Peucetia. Peucetia biharensis được Pawan U. Gajbe miêu tả năm 1999.